# Alojz Klančnik
Alojz Klančnik, slovenski smučarski tekač, * 23. oktober 1912, Mojstrana, † 17. januar 1972, Mojstrana.
Klančnik je za Jugoslavijo nastopil na Zimskih olimpijskih igrah 1936 in 1948. Leta 1936 je nastopil  v ekipnem smučarskem teku na 10 km (4x10 km), kjer je ekipa dosegla 10. mesto ter v teku na 18 kilometrov, kjer je osvojil 23. mesto.
Na olimpijskih igrah 1948 je nastopil v smučarskem teku na 18 km, kjer je osvojil 69. mesto.